# Romano Canavese
Romano Canavese é uma comuna italiana da região do Piemonte, província de Turim, com cerca de 2.943 habitantes.
Estende-se por uma área de 11 km², tendo uma densidade populacional de 268 hab/km². Faz fronteira com Ivrea, Pavone Canavese, Strambino, Perosa Canavese, Scarmagno, Mercenasco.
É a terra natal do ex-Secretário emérito de Estado do Vaticano, Cardeal Tarcísio Bertone.

## Demografia
| Variação demográfica do município entre 1861 e 2011                               |
|                                                                                   |
| Fonte: Istituto Nazionale di Statistica (ISTAT) - Elaboração gráfica da Wikipedia |